# Ramal de Aljustrel
El Ramal de Aljustrel es un tramo ferroviario desactivado, que unía la estación de Castro Verde - Almodôvar, en la Línea del Alentejo, a la localidad y las zonas mineras de Aljustrel, en Portugal. Abrió oficialmente a la explotación el 2 de junio de 1929.

## Características
Este ramal, con una extensión total de 11,6 km, es usado solo por composiciones de mercancías y no está gestionado por la Red Ferroviaria Nacional.

## Historia

### Antecedentes
La conexión ferroviaria a Aljustrel fue nombrada por primera vez en 1858, cuando se discutió cual debía ser el trazado que el Ferrocarril del Sur (antiguo nombre de la Línea del Alentejo y parte de la Línea del Sur) debería seguir después de su llegada a Beja; una de las propuestas sugería el paso por São Martinho das Amoreiras, Santa Clara-a-Velha, Sabóia, Vale da Mata y São Bartolomeu de Messines, terminando en Faro. Además este trazado reforzaba el paso por las sierras algarvias, ofrecía una mayor proximidad a las Minas de Aljustrel y de Neves-Corvo, razón por la cual fue seleccionado. La primera conexión ferroviaria en dar servicio a Aljustrel fue una línea, de ancho reducido, que unía los emplazamientos de Algares y de São João do Desierto con la Estación de Figueirinha, en la Línea del Sur.

### Construcción y apertura del servicio
Un albarán, publicado el 28 de noviembre de 1928, autorizó a la Société Belge des Mines de Aljustrel a construir una conexión ferroviaria minera, entre la mina de Algares, explotada por esta empresa, y la estación de Aljustrel-Castro Verde, en la Línea del Sur; este documento exigía que la empresa efectuase, además de trenes mineros, servicios de transporte de otras mercancías y de pasajeros. La entrada en servicio provisional fue autorizada por un ordenanza del 9 de julio de 1928, que estipulaba que la apertura definitiva solo podía ser realizada después de haberse realizado los trabajos, indicados por la comisión de inspección. El 25 de octubre, fue realizado un contrato, entre la empresa y la Companhia dos Caminhos de Ferro Portugueses, para que esta gestionase el ramal, durante el tiempo en que tuviese lugar la explotación de las líneas del Sur y Sudeste; este contrato fue aprobado por un despacho del 22 de diciembre. Después de haberse efectuado las obras exigidas por la comisión de inspección, el ramal fue inaugurado, de forma definitiva, el 2 de junio del año siguiente, con el nombre de Ramal de Aljustrel.

### Conexión propuesta a Ermidas-Sado
Ya en el momento de su inauguración, se planeaba continuar el ramal hasta enlazar con la Línea de Sines; en 1932, el gobernador civil de Beja y el presidente de la Cámara de Aljustrel se reunieron con el ministro de Obras Públicas, con el fin de que este autorizase la construcción de un ramal entre esta localidad y Ermidas, y así reducir el desempleo en la región y asegurar la continuidad de la carga laboral de las minas, cuyo funcionamiento regular se encontraba amenazado debido a la falta de transportes presente en aquel momento.

### Construcción del Ramal de Pirites Alentejanas y reactivación del Ramal de Aljustrel
En 1991, la constructora Somafel concluyó la construcción del Ramal das Pirites Alentejanas, en Aljustrel.
El Ramal fue desactivado en fecha desconocida, siendo suspendido el trabajo en las minas en 1993; en 2008, la empresa Pirites Alentejanas, concesionaria de la Mina de Aljustrel, procuró rehabilitar esta conexión ferroviaria, con el fin de asegurar el transporte de los productos de la mina, que en ese año fue reactivada, hasta el Puerto de Setúbal. El proceso de reactivación del Ramal fue, no obstante, atrasado por su complejidad.